# Thrinchostoma albitarse
Thrinchostoma albitarse är en biart som beskrevs av Blüthgen 1933. Thrinchostoma albitarse ingår i släktet Thrinchostoma och familjen vägbin. Inga underarter finns listade i Catalogue of Life.